# Beaufort (motorfiets)
Beaufort is een Brits historisch merk van motorfietsen en invalidenvoertuigen.
De bedrijfsnaam was: Argson Engineering Co. Ltd., Beaufort Works, South Twickenham, Middlesex.
Al kort na de Eerste Wereldoorlog bouwde de Argson Engineering Co invalidenvoertuigen (het Verenigd Koninkrijk kende meer dan 2 miljoen oorlogsinvaliden). Daarvoor werd een 170cc-tweetaktmotor ontwikkeld. Vanaf 1923 werden ook lichte motorfietsjes gemaakt, met dezelfde motor. Dit werd echter geen succes: in 1926 werd de productie beëindigd.